# Ascarosepion apama
Ascarosepion apama (лат.) — вид головоногих моллюсков из рода Ascarosepion семейства каракатиц (Sepiidae). Достигая 50 см в длине мантии и свыше 10,5 кг в живом весе, считается крупнейшей каракатицей в мире.
Живут в прибрежных водах возле юго-восточных, южных и юго-западных берегов Австралии, от Брисбена (штат Квинсленд) на востоке до залива Шарк-Бей на западе. Эндемичный вид. Встречается на каменистых рифах, зарослях водорослей, песчаном или илистом морском дне на глубинах до 100 м.

## Физиология
Наблюдения за каракатицами, оснащёнными миниатюрными датчиками-гидрофонами, позволили узнать много об их поведении. Как правило, гигантские каракатицы ведут дневной образ жизни и не совершают больших путешествий, ограничивая свои перемещения небольшой территорией (90—550 метров). Вне брачного периода почти 95 % времени они проводили в покое, прячась от хищников в щелях между камнями. Таким образом, они тратят более значительную часть энергии на рост, а не на активность, отсюда можно предположить, что с биоэнергетической точки зрения они ближе к осьминогам, чем к кальмарам.

## Размножение
Сезон размножения у гигантских каракатиц в южном полушарии проходит в начале зимнего периода (то есть в июне). Самцы теряют свою обычную защитную окраску и очаровывают самок яркими, быстро сменяющимися цветами и пёстрой раскраской. Другие же самцы, наоборот, притворяются самками, чтобы приблизиться к самке-каракатице, охраняемой крупным доминирующим самцом, и спариться с нею.
Вскоре после спаривания и откладывания самками яиц (под камнями, в труднодоступных местах) каракатицы-родители умирают. Детёныши вылупляются из яиц через 3—5 месяцев (в зависимости от температуры воды).
Хотя обычно гигантские каракатицы живут в сравнительном одиночестве, для своих брачных игр они собираются в больших количествах на отдельных участках океана. Всемирную известность получило место встреч каракатиц в бухте Фолс-Бей (False Bay), находящейся в северной части залива Спенсер, к северо-востоку от города Уайалла, где в разгар брачного сезона плотность каракатиц доходит до одной особи на квадратный метр. До сих пор в точности неизвестно, откуда каракатицы собираются в эту бухту в таких количествах.

## Каракатица в экосистеме
Гигантские каракатицы полюбились бутылконосым дельфинам. По наблюдениям учёных, дельфины, ловящие этих головоногих созданий в заливе Спенсер, научились выжимать из каракатиц их «чернила» и вынимать «косточку» перед употреблением их в пищу.

## Человек и каракатица
До 1993 года ловля гигантских каракатиц, собирающися в заливе Спенсер, велась в небольших масштабах (около 4 тонн в год), главным образом для использования их как наживки для ловли местной ценной рыбы, розового пагра (Australasian snapper, Pagrus auratus), или для корма в аквакультуре. Впоследствии, однако, начался более крупномасштабный лов каракатицы на экспорт, что поставило численность этого вида под угрозу. Для его сохранения в настоящее время лов гигантских каракатиц в районе их размножения в бухте Фолс-Бей залива Спенсер запрещён круглый год.
Вместо рыболовов район ежегодных брачных игр гигантских каракатиц в бухте Фолс-Бей у города Уайалла теперь привлекает любителей подводного плавания со всех концов мира, которые приезжают, чтобы наблюдать за этим необычным зрелищем. Ввиду сравнительно небольшой глубины наблюдать каракатиц можно не только с аквалангом, но даже и со шноркелем.
В настоящее время некоторые экологические организации проявляют беспокойство за судьбы каракатиц (и других обитателей залива) в связи с планами горнодобывающей компании BHP Billiton соорудить крупномасштабные водозаборные сооружения и завод для опреснения воды у северной оконечности залива Спенсер, недалеко от района размножения каракатиц. Компания, впрочем, утверждает, что количество воды, которую они будут забирать из залива, незначительно по сравнению с тем количеством, которое из него испаряется естественным образом, и увеличение солёности остающейся в заливе воды не повредит экосистеме.
Планы строительства в том же районе нового грузового порта для нужд той же BHP Billiton также вызывают опасения за судьбу каракатиц.

## Сокращение популяции
Обследования в заливе Спенсера в южной части Австралии показали, что биомасса каракатицы оставалась стабильной с 1998 по 2001 год, так как давление коммерческого рыболовства было снижено благодаря регулированию. Обследование, проведенное в 2005 году, выявило снижение биомассы на 34 % с 2001 года, что было объяснено естественной изменчивостью и незаконным промыслом в период пика нереста. Впоследствии закрытие было распространено на все нерестилище, и по анекдотическим наблюдениям численность популяции увеличилась в 2006 и 2007 годах; однако новое обследование в 2008 году выявило снижение биомассы еще на 17 %.
| Year | Population estimate |
| ---- | ------------------- |
| 1999 | 168,497             |
| 2000 | 167,584             |
| 2001 | 172,544             |
| 2002 | 0                   |
| 2003 | 0                   |
| 2004 | 0                   |
| 2005 | 124,867             |
| 2006 | 0                   |
| 2007 | 0                   |
| 2008 | 75,173              |
| 2009 | 123,105             |
| 2010 | 104,805             |
| 2011 | 38,373              |
| 2012 | 18,531              |
| 2013 | 13,492              |
| 2014 | 57,317              |
| 2015 | 130,771             |
| 2016 | 177,091             |
| 2017 | 127,992             |

- Цифрой «0» обозначены годы, в которые исследования не проводились, и оценка не производилась.
- Данные за 1999—2017 годы получены из SARDI[англ.]
- Приблизительная оценка популяции за 2016 год была опубликована в Whyalla News[21], а приблизительные цифры за 2017 год впервые опубликовала PIRSA[22]. Несколько большая оценка за сезон 2017 года была опубликована в 2018 году ABC (отражена на графике)[23]

В 2011 году для размножения вернулось примерно 33 % от популяции 2010 года, то есть менее 80 000 каракатиц. Начиная с мая каракатицы покидают глубоководные участки и мигрируют вдоль прибрежных рифов, чтобы добраться до мест нереста. Местные рыбаки утверждают, что небольшой «участок суши» возле Пойнт-Лоули выходит за пределы запретной зоны и что коммерческие рыболовы облавливают этот район, перехватывая кальмаров до того, как они успевают достичь нерестилищ. Эколог Бронвин Гилландерс считает, что каракатицы находятся в опасности, но при этом заявляет, что определить, является ли это природным явлением или чем-то другим, сложно, и что причина требует дополнительных исследований.
В 2012 году количество каракатиц, вернувшихся на нерестилище, снова сократилось. Была создана межправительственная рабочая группа по каракатицам, которая рекомендовала изучить более широкие экологические факторы.[цитата необходима] Туристический гид Тони Брэмли, который водил дайверов на нерестилища с момента их обнаружения, заявил: «Это душераздирающе, когда смотришь на то, что осталось… [когда-то] здесь было так много животных, что нельзя было высадиться на дно, приходилось отталкивать их в сторону».
Совет по охране природы Южной Австралии, который считает эту популяцию отдельным видом на основании неопубликованных научных данных, предупредил, что каракатицам залива Спенсер грозит вымирание в течение двух-трех лет, если не будут приняты меры по их защите. Рабочая группа правительства штата рекомендовала немедленно запретить лов каракатиц, однако 3 сентября кабинет министров штата отклонил эту рекомендацию, а министр рыболовства Гейл Гаго заявил: «Нет веских доказательств того, что лов рыбы влияет на гигантских каракатиц, поэтому дальнейшие запреты будут неэффективны».
28 марта 2013 года правительство штата ввело временный запрет на лов каракатиц в северной части залива Спенсер на сезон размножения 2013 года. Министр рыболовства Гаго объявил, что исследование причин 90-процентного сокращения популяции каракатиц исключило коммерческий промысел как причину, но в остальном не дало результатов, и что в 2014 году будут закрыты другие районы залива Спенсер. Популяция продолжала сокращаться, достигнув в 2013 году рекордно низкой численности.
В 2014 году появились первые признаки потенциального восстановления популяции каракатиц после 15 лет общей тенденции к сокращению. В 2015 году численность популяции вновь возросла, подтвердив эту тенденцию. По состоянию на 2021 год численность популяции восстановится и, по оценкам, превысит 240 000 особей.
Запрет на промысел во всей северной части залива Спенсер был продлен до 2020 года, запрещая их ловлю во всех водах залива Спенсер к северу от Валлару и залива Арно.

## Галерея

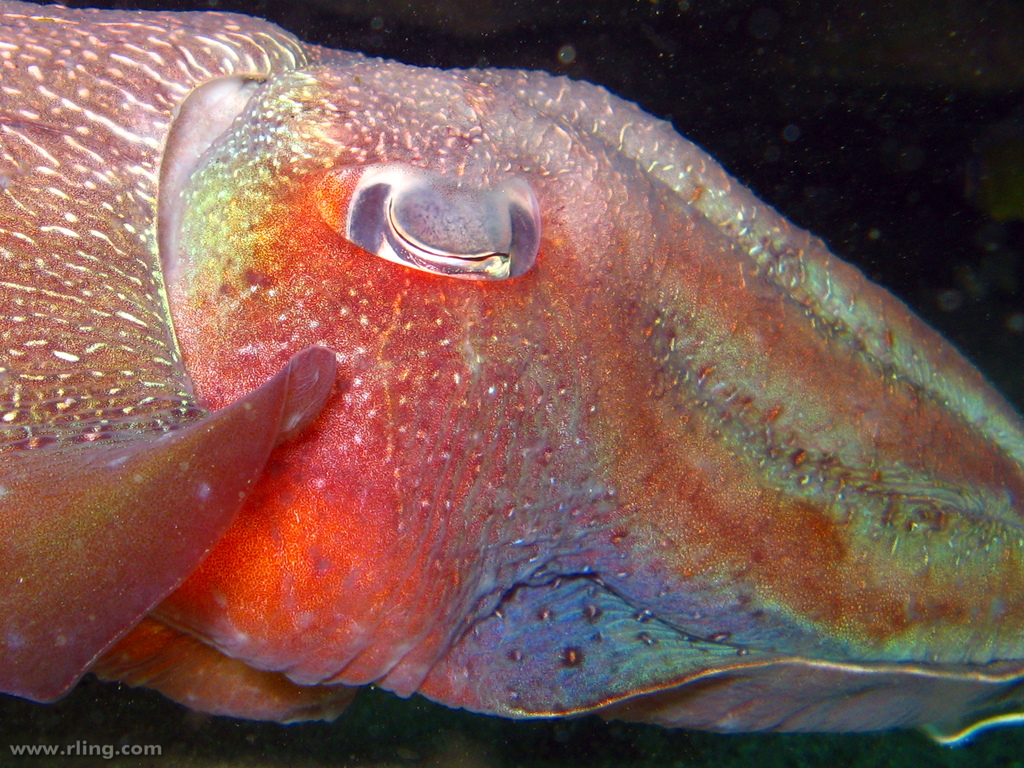
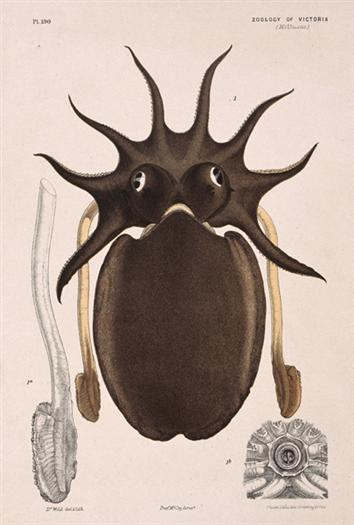
Рисунок гигантской каракатицы — вид сверху
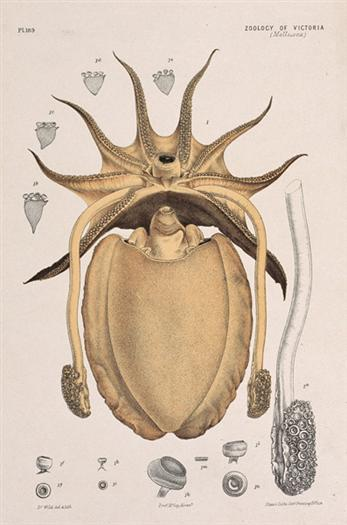
Рисунок гигантской каракатицы — вид снизу